# 本部純
本部 純（もとべ じゅん）は日本のテレビプロデューサー。テレビ朝日ビジネスソリューション本部コンテンツ編成局第2制作部ゼネラルプロデューサー。
兵庫県神戸市出身。1992年甲陽学院高等学校卒業。1996年一橋大学社会学部卒業、テレビ朝日入社。タレントの浅井千華子は従姉妹。

## 人物
- 元は平城隆司や奥川晃弘の下でディレクター、演出、プロデューサーを担当、2013年7月にはゼネラルプロデューサーに昇格し一部の番組を担当、2023年7月担当番組を鈴木忠親、久保信広ゼネラルプロデューサーに引き継ぎ、現在に至る。
- 主に中居正広、タカアンドトシが担当する番組が多い。

## 現在の担当番組
- 名所から一番近い家

## 過去の担当番組
- ディレクター
  - クイズプレゼンバラエティー Qさま!!
  - パパパパパフィー
- 演出
  - 銭形金太郎
- プロデューサー
  - 関ジャニの仕分け∞
  - SMAP☆がんばりますっ!!
  - お願い!ランキング
  - 中居正広の身になる図書館
- ゼネラルプロデューサー
  - だんくぼ
  - キス濱ラーニング
  - キス濱テレビ
  - もしものシミュレーションバラエティー お試しかっ!
  - タカアンドトシの道路バラエティ!? バスドラ
  - ブラマヨとゆかいな仲間たち アツアツっ!
  - さんぽサンデー
  - 聞きにくい事を聞く
  - やりすぎ!ピンポン代行社
  - こんなところにあるが。土曜♡あるある晩餐会
  - 絶対!カズレーザー
  - 張り紙パイレーツ
  - 帰れまサンデー[4]
  - テンション上がる会?〜地球のことで熱くなれ!〜
  - 弁護士といっしょです
  - 超人女子
  - 超人女子とズケ女
  - 旅サンデー
    - 1駅だけ!道草さんぽ

  - ピンポイント業界史
  - 帰れマンデー・見っけ隊!!
  - 10万円でできるかな（友寄隆英GPと共同）
  - すじがねファンです!
  - そんな食べ方あったのか!
  - ノブナカなんなん?
  - 隣のブラボー様
  - NEWニューヨーク
  - 空気階段の空気観察
  - ぺこぱポジティブNEWS
  - キヨヅカライザー 〜音楽考察バラエティ〜 → 音チク コンサート
  - 140×875

## 本部班
過去
- 古瀬麻衣子
- 山本文隆（「隣のブラボー様」プロデューサー、以前は編成部、現在は久保信広GPへ）
- 川添浩平（「隣のブラボー様」「140×875」「NEWニューヨーク」プロデューサー、現在は鈴木忠親GPへ）
- 澤田晋（「名所から一番近い家」プロデューサー、「140×875」演出、以前は樋口圭介→本部純GPだったが、現在は鈴木忠親GPへ）
- 田中万莉子（「140×875」ディレクター、現在は鈴木忠親GPへ）
- 大森氏勝（「隣のブラボー様」プロデューサー）
- 辻智博（「隣のブラボー様」ディレクター）